# 모르트퐁텐의 추억
《모르트퐁텐의 추억》(Souvenir de Mortefontaine)은 1864년에 장바티스트 카미유 코로가 제작한 그림이다. 이탈리아를 여행한 시대의 코로는 남방의 햇빛에 감동되어, 조용한 가운데서도 밝은 작품을 남겼는데, 코로가 가장 코로답다고 논평되는 연못가의 작품에서, 코로는 융합되는 듯한 부드러운 묘사를 보이고 있다.
모르트퐁텐은 파리보다 북쪽에 있어 넓은 정원으로 유명한데, 이 작품에서도 연못 주위의 황혼녘의 빛은 사람의 마음을 가라앉혀서 나뭇잎의 끝은 대기 속에 용해되는 듯 생각되고, 나무의 그림자는 조용하고도 짙으며, 연못의 물이 빛날 때에 한 가닥 낮은 자연의 소리에 마을 아가씨와 어린이가 왼편에서 놀고 있다. 그것은 현실적인 정경이지만 동시에 이야기인 듯도 하며, 마을 아가씨를 코로가 물가에 반복하여 묘사하는 님프(물의 요정)의 자태로 대입(代入)시켜도 하등 이상할 것 없을 정도로 이 작품은 몽환적(夢幻的) 온화함으로 둘러싸여 있다.

## 참고 문헌
- 이 문서에는 다음커뮤니케이션(현 카카오)에서 GFDL 또는 CC-SA 라이선스로 배포한 글로벌 세계대백과사전의 내용을 기초로 작성된 글이 포함되어 있습니다.